# Gianbattista Troiani
Gianbattista Troiani (Villafranca di Verona, 12 februari 1844 – aldaar, 1927), bijgenaamd Giobatta, was een Italiaans beeldhouwer. In zijn jonge jaren werkte hij in het koninkrijk Lombardije-Venetië, een vorstendom onder Oostenrijks bestuur. Later, in het koninkrijk Italië, werkte hij in Cagliari op het eiland Sardinië.

## Levensloop

### Koninkrijk Lombardije-Venetië

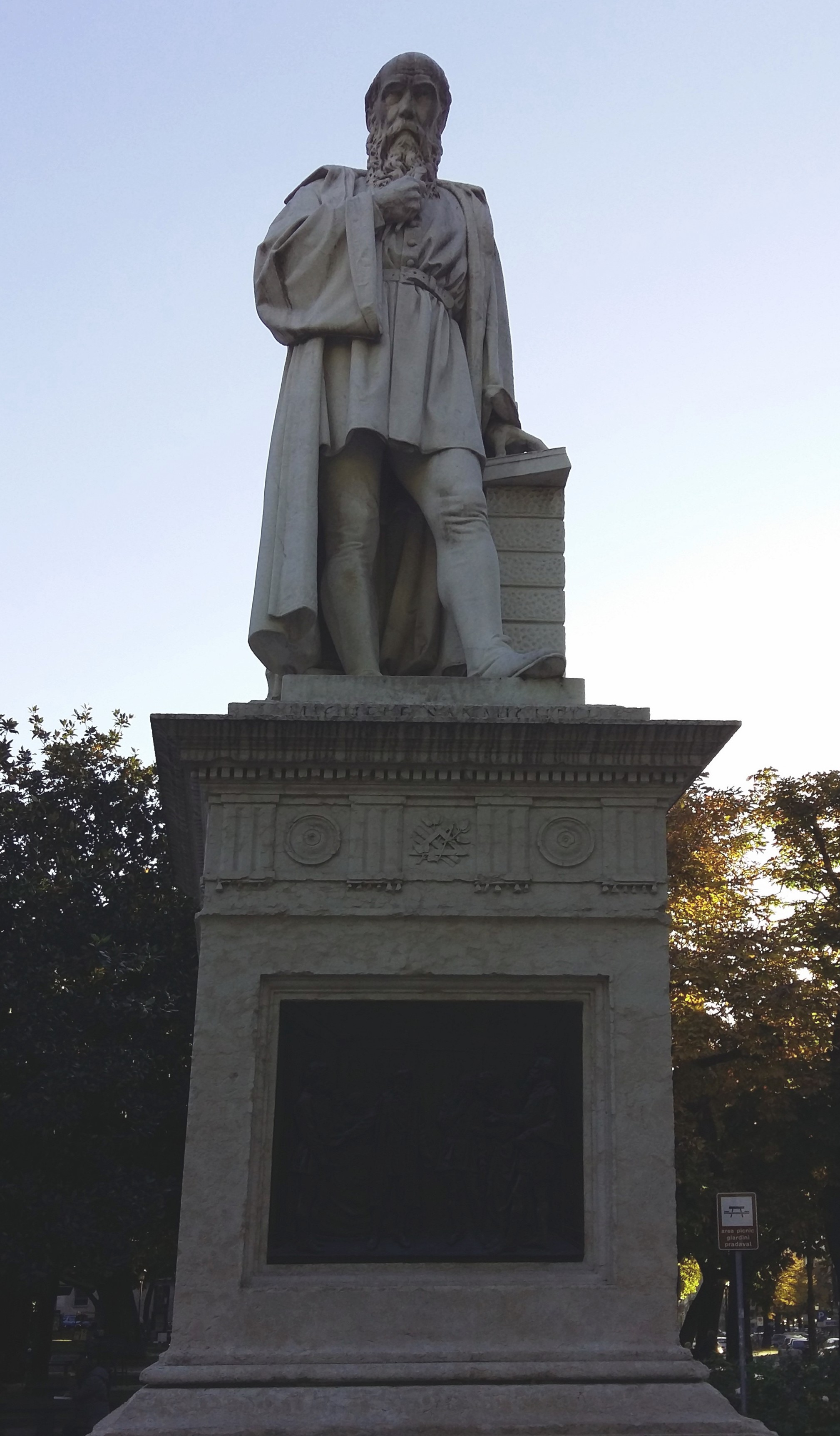
Standbeeld van Michele Sanmicheli in Verona. Beeld van de hand van Troiani.

Troiani werd geboren in Villafranca di Verona; zijn ouders waren Angelo Troiani, een rondtrekkende arbeider, en Teresa Frizzo. Hij was de oudste van drie kinderen. Na de dood van zijn moeder (1852) hertrouwde zijn vader met Vincenza Chiese. Het gezin werd uitgebreid met nog eens elf kinderen. Kapelaan Gaetano Bellotti in Villafranca di Verona leerde de analfabete jongen lezen en schrijven en stuurde hem naar Verona voor een artistieke opleiding. Troiani was er leerling aan de teken- en beeldhouwacademie. Nadien bekwaamde Troiani zich specifiek in de beeldhouwkunst. Dit deed hij in Venetië aan de Keizerlijke en Koninklijke Academie voor Schone Kunsten.

### Koninkrijk Italië
Na de eenmaking van Italië had Troiani zijn atelier in Cagliari. Beelden van hem doken op in Londen, Boston en New York doch ook de stad Cagliari bezit beelden van hem. Het belangrijkste werk van Troiani is het standbeeld van Sammicheli. Deze renaissance-architect heeft een beeld van zijn hand op de Piazza Pradaval in Verona. 
Nadat hij gestopt was met beeldhouwen keerde hij naar zijn geboortestad terug. Hij stierf er in 1927.